# Monte Paschi Eroica 2009
De derde editie van de Monte Paschi Eroica (officieel "Montepaschi Strade Bianche - Eroica Toscana") werd gehouden op 7 maart 2009 in de Italiaanse regio Toscane.

## Startlijst
Er namen vijftien ploegen deel, die elk met zeven of acht renners deelnamen.
| 1 Lampre-N.G.C.                   | 6 Cervélo                          | 11 LPR Brakes - Farnese Vini |
| 2 Acqua & Sapone - Cafe Mokambo   | 7 Diquigiovanni-Androni Giocattoli | 12 Team Columbia             |
| 3 AG2R-La Mondiale                | 8 Garmin-Chipotle                  | 13 Katjoesja                 |
| 4 Barloworld                      | 9 ISD-Danieli                      | 14 Milram                    |
| 5 Ceramica Flaminia Bossini Docce | 10 Liquigas                        | 15 Saxo Bank                 |
| Complete rennerslijst             |                                    |                              |

## Uitslag
| Rang | Renner               | Ploeg            | Tijd       |
| ---- | -------------------- | ---------------- | ---------- |
| 1    | Thomas Lövkvist      | Team Columbia    | 4u 59' 02" |
| 2    | Fabian Wegmann       | Milram           | + 04"      |
| 3    | Martin Elmiger       | AG2R-La Mondiale | + 06"      |
| 4    | Edvald Boasson Hagen | Team Columbia    | + 08"      |
| 5    | Linus Gerdemann      | Milram           | + 12"      |
| 6    | Giovanni Visconti    | ISD-Danieli      | + 14"      |
| 7    | Peter Velits         | Milram           | + 14"      |
| 8    | Andy Schleck         | Saxo Bank        | + 16"      |
| 9    | Daniel Lloyd         | Cervélo          | + 19"      |
| 10   | Ryder Hesjedal       | Garmin-Chipotle  | + 22"      |
|      |                      |                  |            |
| 22   | Martijn Maaskant     | Garmin-Chipotle  | + 1' 36"   |

2007 · 2008 · 2009 · 2010 · 2011 · 2012 · 2013 · 2014 · 2015 · 2016 · 2017 · 2018 · 2019 · 2020 · 2021 · 2022 · 2023 · 2024 · 2025